# Andrenosoma sicarium
Andrenosoma sicarium là một loài ruồi trong họ Asilidae. Andrenosoma sicarium được McAtee miêu tả năm 1919. Loài này phân bố ở vùng Tân Bắc giới.